# Високочастотне руйнування гірських порід
Високочастотне руйнування гірських порід (рос. высокочастотное разрушение горных пород, англ. high-frequency rock breaking, нім. Hochfrequenz-Gesteinzerstörung f) — спосіб руйнування порід, які мають властивість напівпровідників. Здійснюється шляхом локалізованого нагріву породи під впливом високочастотного магнітного поля та утворення внаслідок цього руйнуючих напружень. Використовується при геологорозвідувальних, прохідницьких роботах та для руйнування великих брил на кар'єрах.